# مدال ملی کهنه‌سربازان خلیج فارس
مدال ملی کهنه‌سربازان خلیج فارس (انگلیسی: Persian Gulf Veterans National Medal) یک مدال نظامی احترامی است که توسط کنگره ایالات متحده آمریکا به اعضای نیروهای مسلح ارتش این کشور که در طی جنگ دوم خلیج فارس برای این کشور جنگیده‌اند اهدا می‌شود. .

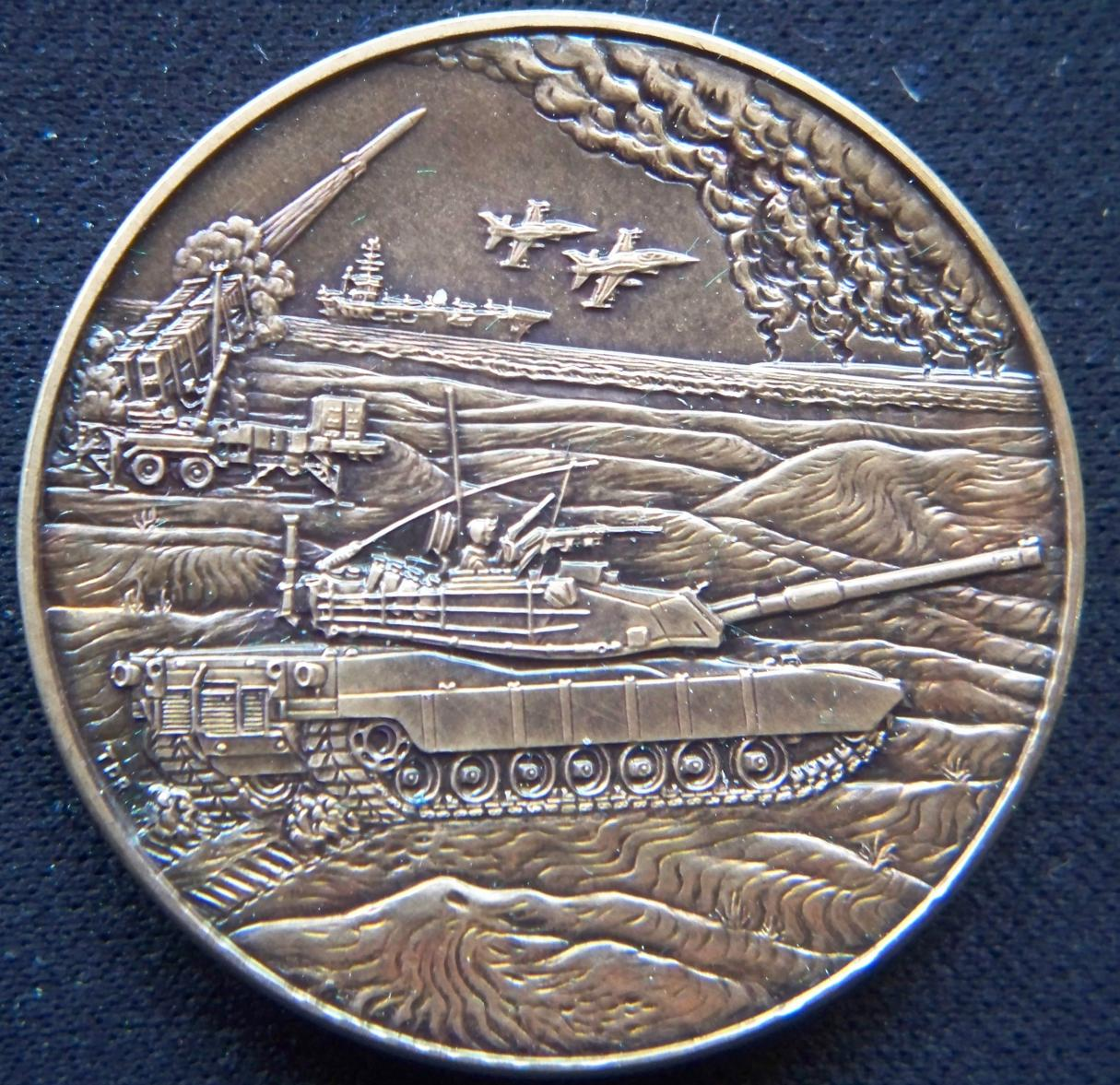
PersianGulfMedal